# Gilbweber
Der Gilbweber (Ploceus galbula), auch Pirolweber genannt, ist eine Vogelart aus der Familie der Webervögel (Ploceidae).

## Merkmale
Der Gilbweber erreicht eine Körperlänge von 14 bis 15 Zentimetern.
Das Männchen der Gilbweber hat eine rotbraune Gesichtsmaske, seine Augen weisen eine rotbraune Iris auf. Er hat eine orangegelbe Körperfärbung, an der Oberseite geht die Färbung ins Gelbgrüne. Auf dem Rückengefieder zeigen sich dunkle verwaschene Striche. Die Schwanzfedern sind braun, goldgeblich verwaschen und haben gelbgrüne Säume, Schwingen und Deckfedern sind braun mit gelben Säumen. Der Schnabel ist schwarz, die Füße blass und hornbraun.
Das Weibchen hat eine graubraune Färbung, die schwach grünlich verwaschen ist und wobei die Rückenfeder dunkle Flecken haben. Bürzel und Schwanzfedern sind gelbgrünlich. Die Färbung geht vom blassgelblichen Kropf bis hin zur weißen Bauchseite über. Die Schwingen und Deckfedern sind dunkelbraun mit gelbgrünen bis bräunlich weißen Säumen. Der Schnabel und die Füße blass und hornbraun.

## Habitat und Verhalten
Der Gilbweber ist vor allem in landwirtschaftlich genutzten Gebieten stark verbreitet und lebt in Schwärmen von bis zu 60 Vögeln, manchmal sogar mehr Individuen.

### Fortpflanzung
Das Männchen baut meist mehrere Nester, die am Ende eine Zweigs verschiedener Baum- und Straucharten oder teilweise an Telefonkabeln hängen. Das pendelartige Nest hat eine Kolbenform. Der Eingang befindet sich an der Seite und ist eine nach unten geöffnete Röhre, die in die Hauptkammer führt. Der Gilbweber webt das Nest aus Gräsern. Der Boden des Nestes wird mit weichen Materialien wie Wolle, Feder oder Moos ausgepolstert.
Das Gelege besteht meist aus drei, teilweise auch zwei oder vier Eiern. Die Eier der Gilbweber erscheinen sehr variabel. Die Schalen haben Farben vom cremefarbenen bis zum hellen blau-grünen Ton, manchmal mit einem schwachen rötlichbraunen Schimmer. Das Weibchen verrichtet das Brutgeschäft allein und die Brutzeit beträgt ca. 15 Tage. Die Nestlingszeit beträgt 16 bis 18 Tage. Die Fütterung übernehmen beide Elternvögel.
Der Goldkuckuck ist ein Brutparasit des Gilbwebers.

### Ernährung
Die Art ernährt sich von Getreide und Samen und kann lokal zu landwirtschaftlichen Schäden führen.

## Verbreitung und Gefährdung
Das Verbreitungsgebiet des Vogels liegt im Süden der arabischen Halbinsel entlang der Küstenlinien von Saudi-Arabien, dem Jemen und dem Oman und ist Ostafrika in Eritrea, Äthiopien, Somalia, dem Südsudan und Sudan.
Im Nordosten Saudi-Arabiens gelten die Gilbweber als invasive Art, die vermutlich aus Privathaltungen oder Tierhandel in die Natur entflohen ist oder entlassen wurde.
Er wird wegen seiner großen Verbreitung und wegen der stabilen Populationsgröße von der IUCN als Least Concern („nicht gefährdet“) eingestuft.